# 馬廷科克 (紐約州)
馬廷科克（英語：Martincock）是位於美國紐約州拿騷縣的村。

## 人口
根據2020年美國人口普查的數據，馬廷科克的面積為6.92平方千米，當中陸地面積為6.91平方千米，而水域面積為0.01平方千米。當地共有人口847人，而人口密度為每平方千米122人。